# Hienadź Hryckiewicz
Hienadź Pauławicz Hryckiewicz (biał. Генадзь Паўлавіч Грыцкевіч, ros. Геннадий Павлович Грицкевич, Giennadij Pawłowicz Grickiewicz; ur. 22 kwietnia 1954 w Pauazierju) – białoruski inżynier i samorządowiec; w latach 2008–2012 deputowany do Izby Reprezentantów Zgromadzenia Narodowego Republiki Białorusi IV kadencji.

## Życiorys
Urodził się 22 kwietnia 1954 roku we wsi Pauazierje, w rejonie bieszenkowickim obwodu witebskiego Białoruskiej SRR, ZSRR. Ukończył studia w instytucie inżynierów transportu kolejowego ze specjalnością „budownictwo przemysłowe i cywilne”. Odbył służbę wojskową w szeregach Armii Radzieckiej. Pracował jako inżynier, kierownik działu, główny inżynier Zarządu Remontowo-Budowlanego Miejskiego Zjednoczenia Produkcyjnego Gospodarki Mieszkaniowo-Komunalnej, kierownikiem Zarządu ds. Rachunkowości i Rozporządzania Mieszkaniami, zastępca przewodniczącego Witebskiego Miejskiego Komitetu Wykonawczego.
Pełnił funkcję przewodniczącego Witebskiej Miejskiej Rady Deputowanych XXIII, XXIV i XXV kadencji. 27 października 2008 roku został deputowanym do Izby Reprezentantów Białorusi IV kadencji z Witebskiego Gorkowskiego Okręgu Wyborczego Nr 17. Od 31 października 2008 roku pełnił w niej funkcję zastępcy przewodniczącego Stałej Komisji ds. Budownictwa Państwowego, Samorządu Lokalnego i Przepisów. Od 13 listopada 2008 roku był członkiem Narodowej Grupy Republiki Białorusi w Unii Międzyparlamentarnej. Jego kadencja w Izbie Reprezentantów zakończyła się 18 października 2012 roku.

## Życie prywatne
Hienadź Hryckiewicz jest żonaty, ma dwie córki.